# Грабаровка (Полтавская область)
Грабаровка (укр. Грабарівка) — село Грабаровского сельсовета Пирятинского района Полтавской области Украины.
Население по переписи 2001 года составляло 630 человек.
Является административным центром Грабаровского сельского совета, в который не входят другие населённые пункты.

## Географическое положение
Село Грабаровка находится на правом берегу реки Руда, выше по течению на расстоянии в 3,5 км расположено село Бубновщина, ниже по течению на расстоянии в 7 км расположено село Сасиновка, на противоположном берегу — село Давыдовка. По селу протекает пересыхающий ручей с запрудой.

## История
В селе по меньшей мере с 1758 года была Михайловская церковь.
Село указано на специальной карте Западной части России Шуберта 1826—1840 годов.
В 1960 году в окрестностях села было выявлено городище древнерусского периода.

## Экономика
- ООО «Руда».
- ЧП «Единство».

## Объекты социальной сферы
- Школа.
- Дом культуры.

## Известные люди
- Пляшечник Яков Иванович (1907—1944) — Герой Советского Союза, родился в селе Грабаровка.